# Constel·lació del Peix Volador
|  | Aquest article tracta sobre la constel·lació. Si cerqueu el peix alat, vegeu «orenol». |

El Peix Volador (Volans) és una constel·lació de l'hemisferi sud. Fou una de les dotze constel·lacions creades per Pieter Dikszoon Keyser i Frederick de Houtman entre 1595 i 1597, i apareguda per primera vegada a l'obra de Johann Bayer Uranometria el 1603.

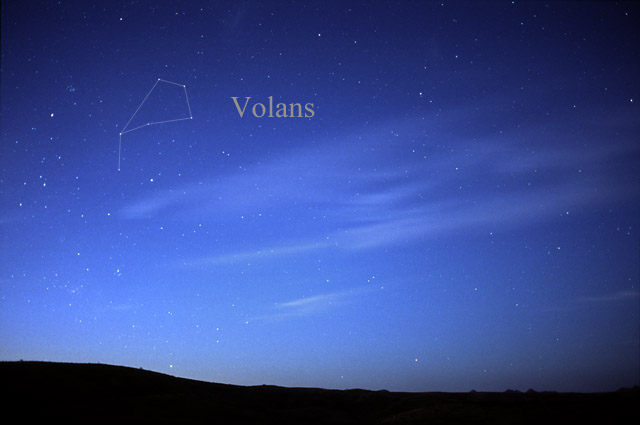

## Estrelles principals
Les estrelles més brillants d'aquesta constel·lació són totes, com a màxim, de la 4a magnitud: β Volantis (magnitud 3,77), γ ² Volantis (magnitud 3,78), ζ Volantis (magnitud 3,93), δ Volantis (magnitud 3,97) i α Volantis (magnitud 4,00).
γ Volantis és una estrella doble.

### Taula de les estrelles de Volans
| Estrella | Magnitud aparent | Magnitud absoluta | Distància (anys llum) | Tipus espectral |
| -------- | ---------------- | ----------------- | --------------------- | --------------- |
| β Vol    | 3,77             | 1,17              | 108                   | K1III           |
| γ² Vol   | 3,78             | 0,59              | 142                   | K0III           |
| ζ Vol    | 3,93             | 0,86              | 134                   | K0III           |
| δ Vol    | 3,97             | -2,56             | 660                   | F6II            |
| α Vol    | 4,00             | 1,09              | 124                   | A2-3IVm         |
| ε Vol    | 4,35             | -2,12             | 642                   | B6IV            |
| HR 3280  | 5,06             | 0,27              | 296                   | K1III           |
| HR 2662  | 5,18             | 0,44              | 290                   | K3III           |
| θ Vol    | 5,19             | 0,86              | 239                   | A0V             |
| η Vol    | 5,28             | 0,09              | 356                   | A0-1IV-V        |
| κ¹ Vol   | 5,33             | -0,06             | 391                   | B9III-IV        |
| HR 3537  | 5,34             | 1,74              | 171                   | F5IV            |
| ι Vol    | 5,41             | -0,76             | 559                   | B7IV            |

Nota: Els valors numèrics provenen de les dades mesurades pel satèl·lit Hipparcos  Arxivat 2016-03-03 a Wayback Machine.

## Objectes celestes
Aquesta constel·lació conté pocs objectes del cel profund. Es pot remarcar la galàxia espiral barrada NGC 2442 i la galàxia AM 0644-741 que està composta d'un nucli groc envoltat d'un anell de cúmuls globulars blaus.

## Història
La constel·lació Volans (originalment anomenada Piscis Volans), com moltes altres de l'hemisferi sud, no data de l'època antiga; fou creada pels navegants neerlandesos Pieter Dirksz Keyser i Frederick de Houtman al final del segle xvi i popularitzada per Johann Bayer el 1603.